# Erwin Casmir
Erwin Casmir (Spandau, 1895. december 2. – Frankfurt am Main, 1982. április 19.) olimpiai ezüstérmes német vívó, sportvezető. Fia Norman Casmir olimpikon tőrvívó, nagybátyja Gustav Casmir olimpikon vívó, aki az 1906-os „pánhellén olimpián” nem hivatalos olimpiai bajnokságot nyert.
Erwin Casmir 1949–1957 között a Nyugatnémet Vívószövetség elnöke, 1935–1945 között valamint 1949-től haláláig a Német Olimpiai Bizottság tagja volt.

## Sportpályafutása
Mindhárom fegyvernemben versenyzett, nemzetközi jelentőségű eredményeit tőr- és kardvívásban érte el.